# Liste von Bunkeranlagen in Rheinland-Pfalz

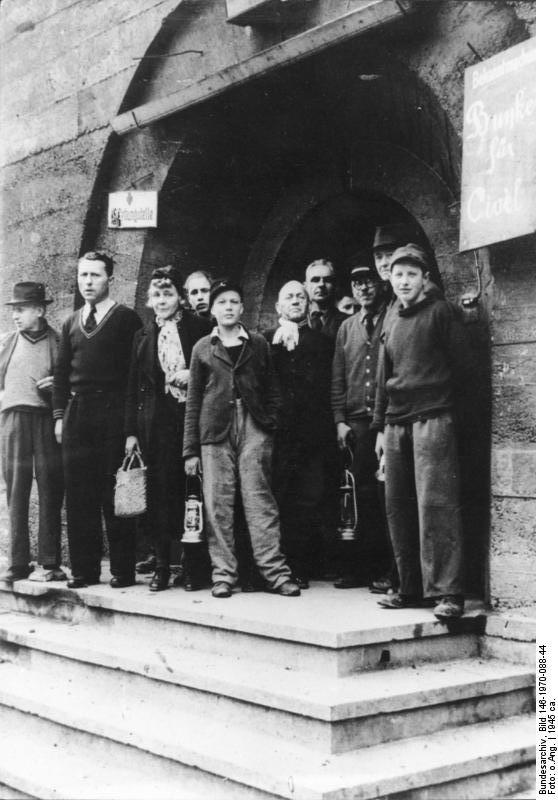
Zivilisten vor Bunker, 1945

Die Liste von Bunkeranlagen in Rheinland-Pfalz umfasst in erster Linie militärische Bunker auf dem Gebiet von Rheinland-Pfalz. Sie stammen insbesondere aus der Zeit des Zweiten Weltkriegs und des Kalten Kriegs.

## Liste

### Landkreis Ahrweiler
- Trotzenbergtunnel, Landkreis Ahrweiler
- Ausweichsitz der Verfassungsorgane des Bundes, Bad Neuenahr-Ahrweiler

### Landkreis Alzey-Worms
- Ausweichsitz der Landesregierung Rheinland-Pfalz, Alzey

### Landkreis Bernkastel-Wittlich
- Schutzbau der Kaserne Mont Royal, später Sitz des ehemaligen Amts für Wehrgeophysik, Traben-Trarbach

### Landkreis Birkenfeld
- Kommandobunker Börfink, bei Birkenfeld

### Landkreis Cochem-Zell
- Sondermunitionslager Büchel, Verbandsgemeinde Ulmen, für amerikanische Atombomben im Rahmen der nuklearen Teilhabe Deutschlands.
- Bundesbankbunker, Cochem

### Landkreis Kaiserslautern
- Air Defense Operations Center – Kindsbach, Kindsbach, Verbandsgemeinde Landstuhl

### Landkreis Südliche Weinstraße
- NATO-Bunker, Sankt Martin

### Landkreis Südwestpfalz
- Arius RUF 1, Ruppertsweiler, Ausweichsitz des NATO-Hauptquartiers AIRNORTH
- Stollenanlage Maßweiler, Maßweiler[1][2]
- Festungswerk Gerstfeldhöhe, heute Westwallmuseum Pirmasens, Pirmasens-Niedersimten

### Kaiserslautern
- Luftschutzbunker Ost, Typ Winkel, Kaiserslautern
- Luftschutzbunker West, Typ Winkel, Kaiserslautern

### Ludwigshafen
- Rolleswasserturm, Ludwigshafen

### Trier
- Hochbunker Augustinerhof, Trier-Mitte
- Hochbunker Trier-Euren, Pestalozzistraße
- Hochbunker Trier-Feyen, Pellinger Straße
- Hochbunker Trier-Feyen/Weismark, Im Hofacker/Am Bildstock
- Hochbunker Trier-Nord, Karl-Grün-Straße
- Hochbunker Trier-West/Pallien, Eurener Straße
- Parkhaus Viehmarkt, Trier-Mitte
- Parkhaus Basilika, Trier-Mitte

### Landkreis Trier-Saarburg
- Westwallmuseum Konz, „Villa Gartenlaube“ in Konz
- Westwallmuseum Wiltingen mit MG-Schartenstand und Artilleriebeobachter bei Wiltingen

### Rhein-Hunsrück-Kreis
- Radarstation Goßberg, Wüschheim